# Cultural Broadcasting Archive
Das Cultural Broadcasting Archive (CBA) ist eine über das Internet zugängliche Sammlung von zivilgesellschaftlich produzierten, audiovisuellen Medienproduktionen und größter Podcastprovider Österreichs. Podcaster stellen selbständig ihre Produktionen meist unter Creative Commons Lizenzen zum Anhören sowie zum Download zur Verfügung. Die Plattform ermöglicht darüber hinaus den internationalen Austausch von Radiosendungen.

## Geschichte
Das CBA wurde vom Linzer Radio FRO als Online-Sendeaustauschplattform entwickelt und ging im Jahre 2000 erstmals online. Durch die spätere Beteiligung des Verband Freier Rundfunk Österreich (VFRÖ) wurde sie zum Gemeinschaftsprojekt aller österreichischen Freien Radios. 2020 gingen Eigentum und Betrieb auf einen eigenen, gemeinnützigen Verein über. Die Plattform wird seitdem für alle Podcaster geöffnet. Der VFRÖ betreibt seit 2020 mit freie-radios.online einen eigenen Online-Auftritt, der ausgesuchte Inhalte aus dem CBA darstellt.
Seit der Gründung entwickelte sich die Plattform durch die breite Beteiligung österreichischer Radiomacher zu einem Zeitarchiv, das das gesellschaftliche, kulturelle und politische Geschehen in Österreich vor allem aus zivilgesellschaftlicher, und meist aus lokaler oder regionaler, Perspektive dokumentiert. Dabei handelt es sich oftmals um medial unterrepräsentierte Themen, Ereignisse oder Debatten. Die Inhalte reichen nach eigenen Angaben von Programmen „ethnischer Minderheiten über Frauen-, Medien- und Migrationspolitik, Globalisierungskritik bis hin zu Kunst, Literatur, autonomer Kulturarbeit oder Philosophie“.
Das CBA ist Mitglied beim Interessensverband „MAA – Medien Archive Austria“ und Gründungsmitglied von SDEPS (Shared Digital European Public Spaces).

## Grundsätze & Ziele
- gemeinnützig
- nicht profitorientiert
- werbefrei
- technisch und politisch unabhängig

- Förderung politischer Partizipation und Integration
- Förderung gesellschaftlicher und medialer Vielfalt
- Förderung des offenen Zugangs zu Wissen. Ziel ist die möglichst freie Zugänglichkeit und Nutzbarkeit des hochgeladenen Materials, das für vielfältige Zwecke eingesetzt wird. Durch einen Feedbackfragebogen beim Download wird jährlich erhoben, wofür das Material verwendet wird: Neben dem privaten Gebrauch und dem Einfließen des Materials in eigene Produktionen ist das vor allem der Einsatz im Unterricht[6] sowie als Recherche- und Zitatquelle für Studien- und Diplomarbeiten

## Medienpolitische Forderungen
Radio FRO und die handelnden Akteure rund um das cba traten mit den internationalen Konferenzen „free speech camp“ (2000), „takeover. connect_systems“ (2001), „Collaborative Broadcasting“ (2004), „diy databasing!“ (2005), „Archivia 12“ (2012), „Archivia 14“ (2014), „#mediana17“ (2017) und „#mediana18“ (2018) wiederholt als Impulsgeber rund um das Thema Open Access und Freie Archive in Österreich und Europa auf. Im Zuge dieser Veranstaltungen entstanden u. a. im Schulterschluss mit staatlichen und privaten Archiven sowie öffentlich-rechtlichen und nicht-kommerziellen Medien mehrere Positionspapiere, die rechtliche und demokratiepolitische Defizite in Bezug auf das öffentliche Interesse am freien Zugang zu Information adressieren.
2021 wurde die medienpolitische Publikation Building a European Digital Public Space - Strategies for taking back control from Big Tech platforms veröffentlicht.

## Preise und Nominierungen
- Nominierung zum von Wikimedia Österreich ausgelobten Preis „Österreichischer Preis für Freies Wissen“ 2020.[21]
- Honorary Mention beim Prix Ars Electronica 2010 in der Kategorie „Digital Communities“[22]